# فلسطين في بطولة العالم لألعاب القوى 2022
وتنافس فلسطين في بطولة العالم لألعاب القوى 2022 التي أقيمت في يوجين بالولايات المتحدة خلال الفترة من 15 إلى 24 يوليو 2022.

## نتائج
دخلت فلسطين بعدد واحد رياضي. 

### سيدات
مسار المنافسة
| الرياضية   | حدث     | تصفيات  | تصفيات  | الدور قبل النهائي | الدور قبل النهائي | النهائيات | النهائيات |
| الرياضية   | حدث     | النتيجة | الترتيب | النتيجة           | الترتيب           | النتيجة   | الترتيب   |
| ---------- | ------- | ------- | ------- | ----------------- | ----------------- | --------- | --------- |
| هناء بركات | 200 متر | 26.33   | 43      | لم يتقدم          | لم يتقدم          | لم يتقدم  | لم يتقدم  |

## روابط خارجية
- أوريغون 22｜WCH 22｜ألعاب القوى العالمية